# Guanarito (municipalité)
Pour les articles homonymes, voir Guanarito.
Guanarito est l'une des quatorze municipalités de l'État de Portuguesa au Venezuela. Son chef-lieu est Guanarito. En 2011, la population s'élève à 37 553 habitants.

## Géographie

### Subdivisions
La municipalité possède deux paroisses civiles et une parroquia capital, traduite ici par « capitale » (en italiques et suivie d'une astérisque) avec, chacune à sa tête, une capitale (entre parenthèses) :
- Capitale Guanarito * (Guanarito) ;
- Trinidad de la Capilla (Trinidad de la Capilla) ;
- Divina Pastora (Morrones).